# Jolanda Bacchelli
Jolanda Bacchelli (Bologna, 19 gennaio 1912 – ...) è stata una giavellottista, discobola e pesista italiana.

## Biografia
Nel corso della sua carriera conquistò cinque titoli di campionessa italiana assoluta: quattro nel lancio del giavellotto e uno nel lancio del disco. Vestì anche cinque volte la maglia della nazionale italiana in competizioni internazionali tra il 1930 e il 1933. Tra queste, prese parte alle Olimpiadi della Grazia che si tennero a Firenze nel 1931, classificandosi sesta nel lancio del giavellotto.
È stata detentrice del record italiano del lancio del giavellotto dall'8 settembre 1929 al 9 agosto 1931; il 27 settembre 1931 riconquistò il record italiano con la misura di 33,93 m, che rimase imbattuto fino al 1936.

## Record nazionali
- Lancio del giavellotto: 
  - 32,195 m ( Bologna, 8 settembre 1929)
  - 32,395 m ( Bologna, 1 giugno 1930)
  - 33,93 m ( Bologna, 27 settembre 1931)

## Progressione

### Getto del peso
| Stagione | Misura  | Luogo   | Data      | Rank. Ita. |
| -------- | ------- | ------- | --------- | ---------- |
| 1928     | 8,33 m  | Bologna | 1-6-1928  | 2ª         |
| 1929     | 9,915 m | Napoli  | 2-11-1929 | 2ª         |
| 1930     | 10,19 m | Bologna | 1-6-1930  | 2ª         |

### Lancio del disco
| Stagione | Misura  | Luogo   | Data      | Rank. Ita. |
| -------- | ------- | ------- | --------- | ---------- |
| 1928     | 29,53 m | Bologna | 24-5-1928 | 4ª         |
| 1929     | 28,90 m | Napoli  | 2-11-1929 | 4ª         |
| 1930     | 30,24 m | Milano  | 3-8-1930  | 3ª         |

### Lancio del giavellotto
| Stagione | Misura   | Luogo   | Data       | Rank. Ita. |
| -------- | -------- | ------- | ---------- | ---------- |
| 1928     | 25,13 m  | Bologna | 14-10-1928 | 5ª         |
| 1929     | 32,195 m | Bologna | 8-9-1929   | 1ª         |
| 1930     | 32,395 m | Bologna | 1-6-1930   | 1ª         |

## Palmarès
| Anno | Manifestazione         | Sede    | Evento                 | Risultato | Prestazione | Note |
| ---- | ---------------------- | ------- | ---------------------- | --------- | ----------- | ---- |
| 1931 | Olimpiadi della Grazia | Firenze | Lancio del giavellotto | 6ª        | 28,32 m     |      |

## Campionati nazionali
- 1 volta campionessa italiana assoluta del lancio del disco (1932)
- 4 volte campionessa italiana assoluta del lancio del giavellotto (1930, 1931, 1932, 1933)

1928
- Bronzo ai campionati italiani femminili assoluti, lancio del giavellotto

1929
- Bronzo ai campionati italiani femminili assoluti, getto del peso - 9,17 m
- Bronzo ai campionati italiani femminili assoluti, lancio del giavellotto - 27,99 m

1930
- Argento ai campionati italiani femminili assoluti, getto del peso - 10,14 m
- Bronzo ai campionati italiani femminili assoluti, lancio del disco - 28,88 m
- Oro ai campionati italiani femminili assoluti, lancio del giavellotto - 32,03 m

1931
- Argento ai campionati italiani femminili assoluti, getto del peso - 10,07 m
- Argento ai campionati italiani femminili assoluti, lancio del disco - 30,16 m
- Oro ai campionati italiani femminili assoluti, lancio del giavellotto - 33,93 m

1932
- Oro ai campionati italiani femminili assoluti, lancio del disco - 30,72 m
- Oro ai campionati italiani femminili assoluti, lancio del giavellotto - 32,20 m

1933
- Argento ai campionati italiani femminili assoluti, lancio del disco - 28,355 m
- Oro ai campionati italiani femminili assoluti, lancio del giavellotto - 31,54 m

1934
- Argento ai campionati italiani femminili assoluti, getto del peso - 8,715 m
- Argento ai campionati italiani femminili assoluti, lancio del giavellotto - 31,48 m

1946
- Bronzo ai campionati femminili assoluti dell'Alta Italia, lancio del disco - 30,94 m